# Csani járás
A Csani járás (oroszul Чановский район) Oroszország egyik járása a Novoszibirszki területen. Székhelye Csani.

## Népesség
- 1989-ben 34 199 lakosa volt.
- 2002-ben 29 391 lakosa volt, melynek 78%-a orosz, 11%-a tatár, 4%-a német.
- 2010-ben 25 523 lakosa volt, melyből 20 075 orosz, 2 916 tatár, 832 német, 819 kazah, 101 ukrán, 99 csuvas, 99 észt, 87 örmény, 73 mari, 66 azeri, 50 udmurt, 42 fehérorosz, 28 csecsen, 25 mordvin, 24 üzbég, 17 tadzsik, 14 cigány, 11 baskír, 10 lengyel, 10 lezg stb.